# Lobotomy Corporation
«Lobotomy Corporation» — стратегическая компьютерная игра в жанре симулятора управления с элементами хоррора. Разработана и опубликована южнокорейской студией Project Moon в апреле 2018 года, выпущена для платформы Microsoft Windows.
Сиквел, «Library of Ruina», — колодостроительная компьютерная игра, выпущена для Windows и Xbox One в августе 2021 года.
Третья часть, «Limbus Company», — ролевая компьютерная игра в жанре подземелий, выпущена в феврале 2023 г..

## Введение
Игрок, которого называют «X», является менеджером подземной энергетической компании «Lobotomy Corporation», которая собирает энергию у странных существ, известных как «Аномалии». Игрок наблюдает за процессом, управляет сотрудниками, направляя их на работу с аномалиями, чтобы собрать дневную норму энергии, также сотрудники должны подавлять аномалии в случае их побега из камер содержания.

## Геймплей
Геймплей игры разделён на две фазы: подготовка к рабочему дню и управление компанией. От этапа подготовки зависит последующее управление: во время подготовки игрок может нанять новых сотрудников, повысить характеристики уже нанятых сотрудников (Мужество, Мудрость, Стойкость и Справедливость), распределить их по отделам и снабдить E.G.O. оружием и костюмами. Во время этапа управления сотрудники собирают энергию из аномалий. Шанс успеха сбора может сильно отличаться в зависимости от аномалии, поскольку они имеют уникальный набор характеристик, которые определяют их поведение и опасность. Что усложняет задачу, информация об этих чертах сразу недоступна, игрок вынужден искать её методом проб и ошибок, зарабатывая информационные очки, которые добываются в ходе работы с аномалией и могут быть использованы для получения информации о ней, такой как предпочитаемые ей виды работ, поведение в ходе побега и (только если игрок собрал достаточно информации) производства оружия и брони.
Когда собрано достаточное количество энергии, игрок может закончить день и получить оценку от S (лучшая) до F (худшая). На неё влияет количество выживших сотрудников, оценка прямо пропорциональна очкам «LOB» на следующий день, которые игрок сможет использовать для улучшения сотрудников или найма новых. На сумму очков «LOB», полученную в конце дня, накладывается штраф, в зависимости от уровня опасности аномалий, сбежавших в течение дня. В начале следующего дня игроку даётся на выбор 3 аномалии, одну из которых он будет вынужден содержать. Единственная информация об этих аномалиях — это их классификационные номера и небольшое интригующее и таинственное описание. Как только аномалия выбрана, она добавляется к остальным, после начинается новая фаза подготовки.
Персонажи, с которыми игрок будет взаимодействовать по мере истории будут давать задания, за выполнение которых выдаются дополнительные улучшения или становятся доступны некоторые функции, например возможность посылать сотрудников работать с аномалиями из разных отделов, информация о физическом и психическом здоровье, система пуль и другие. После выполнения всех заданий конкретного персонажа и выполнения прочих условия будет доступно Подавление Ядра Сфиры — день с тем или иным модификатором сложности с необходимостью сбора квоты дня и достижения определённого уровня Перегрева Клипот. Подавление всех Ядер необходимо для получения истинного финала игры и 100 % прохождения игры.

## Персонажи
В начале игры игроку помогает советник Анжела, она являет собой продвинутый ИИ. В ходе игры игрока также наставляют персонажи, называемые Сфирот, они возглавляют различные отделы корпорации. Корпорация основана на перевёрнутой каббале, имена сфирот соответствуют месту нахождения их отдела. Аномалии различаются по уровню опасности. Данные уровни основаны на буквах еврейского алфавита.
- ZAYIN: Аномалии с наименьшей агрессивностью. Почти не наносят вреда и в некоторых случаях приносят пользу. Не сбегают.
- TETH: Класс аномалий, способных нанести ущерб сотрудникам. Однако, при должном уходе, они не нанесут серьёзного ущерба. Некоторые из них могут сбежать из камеры содержания.
- HE: Данные аномалии могут с лёгкостью убить пачку сотрудников, но хороший управляющий не даст этому случиться. Каждая вторая сбегает из камеры содержания.
- WAW: Очень опасные и разрушительные аномалии. Они враждебно настроены и при плохом уходе могут убить десятки сотрудников. Большинство из них сбегают из камеры содержания.
- ALEPH: Самые опасные аномалии. Могут с лёгкостью уничтожить весь отдел единолично, и каждая аномалия данного уровня опасности сбегает из камеры содержания.

Кроме этого, аномалии различаются по типу: появившиеся на основе сказок, связанные с каким-либо человеческим страхом или полностью оригинальные.
Игрок начинает с аномалии класса ZAYIN под названием «Один грех и сотни благих деяний», она основана на личностях Иисуса Христа и Иуды Искариота. Его имя включает «один грех» Иуды — предательство Иисуса и «сотню благих деяний», которые он должен совершить в качестве искупления совершенного греха. Аномалия являет собой форму парящего над землёй черепа, насаженного на крест, которые тесно связаны друг с другом терновым венцом. Следующие аномалии выдаются случайно в начале каждого дня. Каждая четвёртая аномалия является «Инструментальной».